# Acanthancora aenigma
Acanthancora aenigma är en svampdjursart som först beskrevs av William Lundbeck 1910.  Acanthancora aenigma ingår i släktet Acanthancora och familjen Hymedesmiidae.
Artens utbredningsområde är Island. Inga underarter finns listade i Catalogue of Life.